# NEL-pijplijn

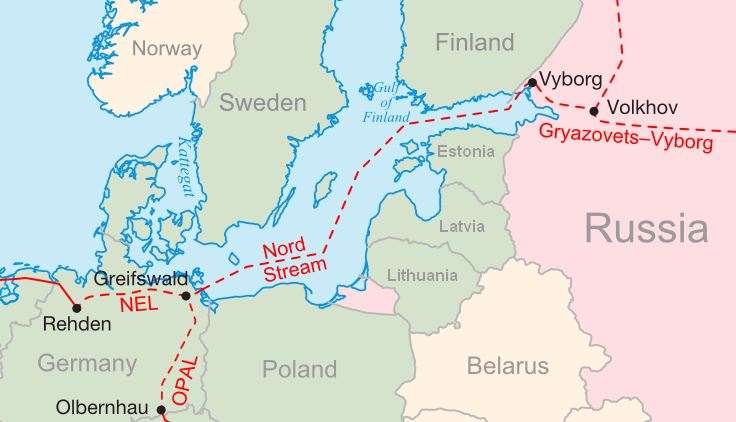
Ligging NEL-pijplijn en Nord Stream

De NEL-pijplijn (Nordeuropäische Erdgas Leitung) is een 440 kilometer lange aardgaspijplijn in Noord-Duitsland die de Nord Stream-pijplijn verbindt met de rest van het Europese gasleidingnet.
De route van de pijplijn loopt van Lubmin bij Greifswald naar Rehden. Bij Lubmin komt de Nord Stream-pijplijn aan land en het aardgas wordt via de NEL-pijplijn verpompt naar de bestaande Rehden-Hamburg-gaspijplijn.
De diameter van de pijp is 1420 mm of 56 inch en de capaciteit is 20 miljard m³ aardgas op jaarbasis. De bouw vergde een investering van circa € 1,1 miljard. In februari 2011 werd met de aanleg begonnen en de pijplijn is in november 2012 in gebruik genomen.
De eigenaar is OPAL Gastransport GmbH. Deze onderneming telt vier aandeelhouders, namelijk: WINGAS, een joint venture van energiebedrijf Wintershall en het Russische gasbedrijf Gazprom met 51% van de aandelen, de Nederlandse Gasunie (25,13%), Fluxys (19%) en E.ON Ruhrgas (4,87%). 